# Фанні Бланкерс-Кун
Фанні Бланкерс-Кун  (нід. Fanny Blankers-Koen; 26 квітня 1918 — 25 січня 2004) — нідерландська легкоатлетка, чотириразова олімпійська чемпіонка.
Чотири золоті олімпійські медалі Бланкерс-Кун виборола на Олімпіаді 1948 року в Лондоні, коли їй було вже 30 років, і вона була матір'ю двох дітей. Через це преса охрестила її «летючою домогосподаркою» з очевидною алюзією на летючого голландця.

## Виступи на Олімпіадах
| Олімпіада      | Дисципліна              | Місце     |
| -------------- | ----------------------- | --------- |
| Берлін 1936    | естафета 4 x 100 метрів | 5         |
| Берлін 1936    | стрибки у висоту        | =6        |
| Лондон 1948    | біг на 100 метрів       | 1         |
| Лондон 1948    | біг на 200 метрів       | 1         |
| Лондон 1948    | 80 метрів з бар'єрами   | 1         |
| Лондон 1948    | естафета 4 x 100 метрів | 1         |
| Гельсінкі 1952 | біг на 100 метрів       | 2 h2 r2/4 |
| Гельсінкі 1952 | 80 метрів з бар'єрами   | участь    |